# Ландбунд
Ландбунд — австрийская политическая партия в период Первой республики (1918—1934).

## История
Ландбунд был основан в 1919 году как Партия германо-австрийских фермеров (нем. Deutschösterreichische Bauernpartei) и представлял либеральных и протестантских фермеров в Штирии, Каринтии и Верхней Австрии. Он поддерживал объединение Австрии с Германией и выступал против марксизма, австрофашизма и Хеймвера. На парламентских выборах 1920 года он входил в Немецкую национальную коалицию вместе с Великонемецкой народной партией (нем. Großdeutsche Volkspartei) и получил семь мест.
Ландбунд принимал участие в коалиционных правительствах в период с 1927 по 1933 год, когда из его рядов вышли вице-канцлер и министр внутренних дел. В 1930 году он вместе с Великонемецкой народной партией создал коалицию для участия в выборах, получившую название Национальный экономический блок (нем. Nationaler Wirtschaftsblock), который был распущен в 1934 году, как и обе входящие в него партии.

## Ведущие политики
- Карл Хартлеб (вице-канцлер в 1927—1930)
- Винценц Шуми (губернатор Каринтии в 1923—1927)
- Франц Винклер (вице-канцлер в 1932—33)

## Наследие
После Второй мировой войны, когда в 1945 году было создано Временное австрийское правительство, первоначально предполагалось, что в нём будет представлен Ландбунд. Однако партия не была воссоздана во Второй республике. Большинство прежних сторонников Ландбунда, которые выступали против социализма, а также католицизма как Христианско-социальной партии во время Первой республики, так и Австрийской народной партии во время Второй республики, нашли новый политический дом в Федерации независимых (нем. Verband der Unabhängigen), а затем в Партии свободы Австрии, которая наиболее прочно укоренилась в тех же районах, где обладал влиянием Ландбунд.